# Sultanato di Zanzibar
Il Sultanato di Zanzibar fu uno Stato indipendente dal 1856 al 1890 e protettorato britannico dal 1890 al 1963. Fu di nuovo pienamente autonomo per circa un mese tra il dicembre 1963 e il 12 gennaio 1964, quando la rivoluzione fece decadere la monarchia.

## Storia

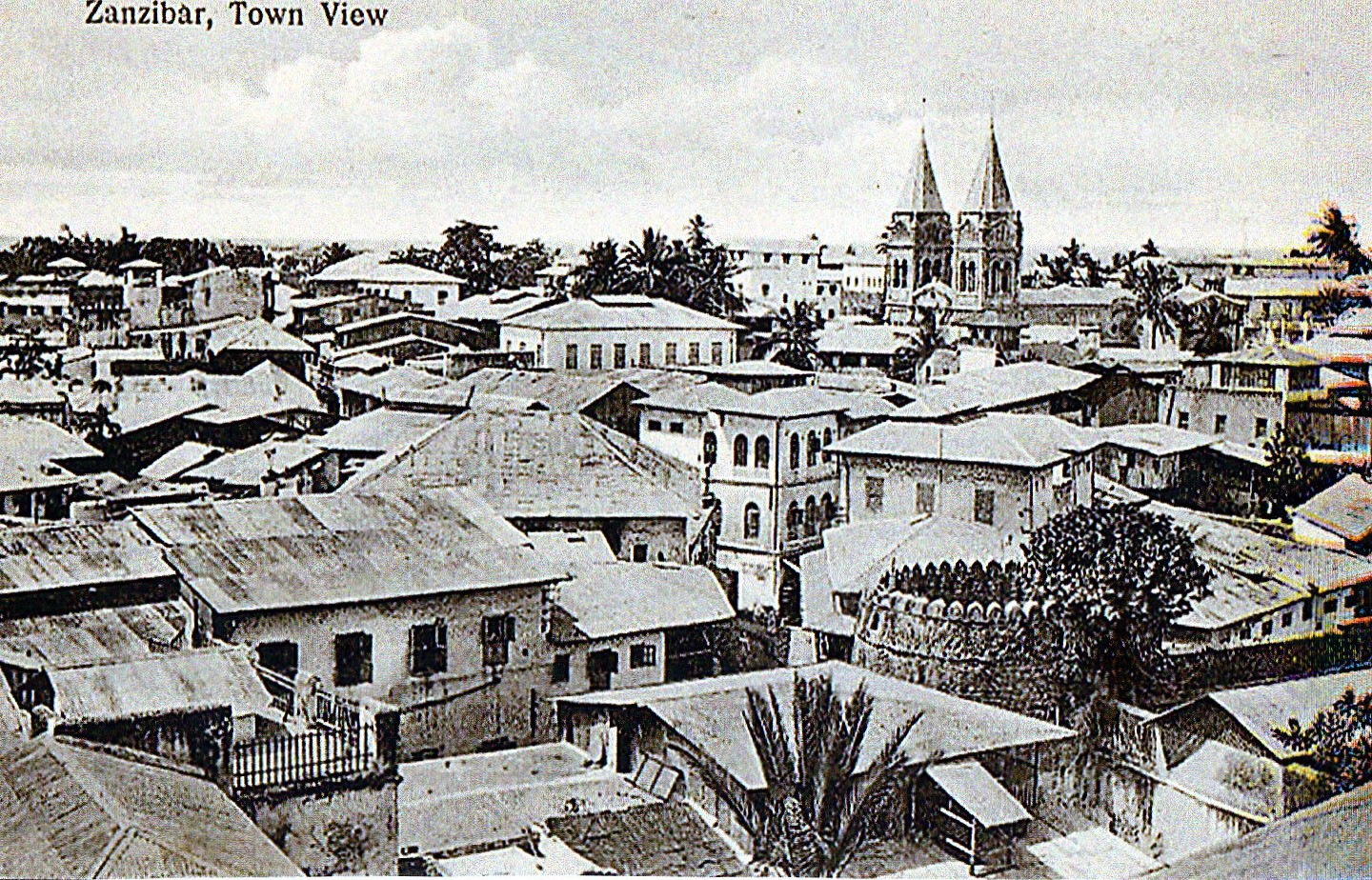
Stone Town con la cattedrale nel 1938.

Nel 1698, Zanzibar divenne parte dei possedimenti d'oltremare dell'Oman e assoggettata al potere del suo sultano. I portoghesi ne furono espulsi e il traffico degli schiavi sotto il governo omanita prosperò insieme ad un fiorente commercio delle spezie.
Sa'id bin Sultan trasferì la capitale da Mascate, in Oman, a Stone Town (isola di Zanzibar) nel 1840. Dopo la sua morte nel 1856, i figli entrarono in conflitto per la successione. Il 6 aprile 1861 Zanzibar e l'Oman si divisero in due principati separati. Majid bin Said Al-Busaid (1834-1870), il sesto figlio, divenne sultano di Zanzibar, mentre suo fratello, il terzogenito, Thuwaini bin Said divenne sultano dell'Oman.
Durante questo periodo, il sultano di Zanzibar dominava una parte rilevante della costa orientale africana, nota come Zanj, comprendente Mombasa e Dar-es-Salaam, e le rotte commerciali che si estendevano molto all'interno dell'Africa, come Kindu sul fiume Congo. Nel novembre 1886, una commissione anglo-tedesca fissò i confini in una striscia larga dieci miglia nautiche (19 km) lungo la costa da Capo Delgado (nell'odierno Mozambico) a Kipini (ora in Kenya), che includeva tutte le isole e molte città in quella che oggi è la Somalia. Tuttavia, dal 1887 al 1892, tutti questi possedimenti di terraferma furono progressivamente perduti a vantaggio delle potenze coloniali del Regno Unito, della Germania e dell'Italia, sebbene alcune non furono formalmente vendute o cedute fino al XX secolo (Mogadiscio agli italiani nel 1905 e Mombasa ai britannici nel 1963).
L'Impero britannico ebbe il sopravvento e la sua egemonia fu formalizzata nel 1890 dal trattato di Helgoland-Zanzibar, in cui la Germania si impegnava a non interferire con gli interessi di Londra sull'isola africana. Zanzibar acquisì lo status di protettorato nello stesso anno. Gli inglesi nominarono i propri visir dal 1890 al 1913 e, in seguito, i residenti dal 1913 al 1963.
I sultani continuarono ad avvicendarsi, seppure con potere ridotto, e a soggiornare nelle loro sfarzose residenze. Il 27 agosto 1896 il protettorato fu protagonista della più breve guerra documentata della storia, che si concluse con la resa e l'abdicazione del sultano usurpatore Khalid bin Barghash dopo 45 minuti di cannoneggiamento sul palazzo del sultano da parte della marina britannica, il cui intervento era stato richiesto dal sultano legittimo spodestato.
Il sultanato riottenne la completa indipendenza il 19 dicembre 1963, ma la rivolta del 12 gennaio successivo (rivoluzione di Zanzibar) pose fine alla monarchia costituzionale appena istituita. Subito cominciarono le trattative per la fusione con l'ex colonia inglese Tanganica, realizzata formalmente il 26 aprile 1964: aveva così origine l'odierno Stato della Tanzania.